# スコティッシュ・ディアハウンド
スコティッシュ・ディアハウンド（英：Scottish Deerhound）とは、イギリスのスコットランド原産の大型のサイトハウンド犬種である。単にディアハウンドとも呼ばれていて、その名の通り鹿などの大型哺乳類の狩猟に使われていた。なお、アイルランド原産のアイリッシュ・ウルフハウンドはこれの兄弟種である。

## 歴史
生い立ちははっきり分かっていないが、もともとはアイルランドとスコットランドにいた狼狩り用の犬種であった。
この両国原産の犬種は正式な英名が無く、ク（英：Cu）という非常に砕けた犬種名を持っている。クは狼を倒すことも出来るように大きく力強くなるように改良されて狼狩りに大きく貢献したが、スコットランドでは狼が狩りすぎのために絶滅してしまい、スコットランド側のクも絶滅の危機に陥った。しかし、愛好家の手によって絶滅を免れ、アイルランド側のクとは別の犬種として改良されて鹿狩り用の犬種へ職を替えた。これが本種、スコティッシュ・ディアハウンドである。
ちなみに、アイルランド側のクも後にアイルランドの狼の絶滅に伴って一時絶滅の危機に瀕したが、こちらも熱心な愛好家の手によって生き残った最後のクを数頭発見し、グレート・デーンやチベタン・マスティフなどの血を導入して再生された。こちらは現在のアイリッシュ・ウルフハウンドである。
スコティッシュ・ディアハウンドはかつては王族などの伯爵以上の位を持った人にしか飼育を許されない、とても高貴な犬種だった。しかし第一次世界大戦によって2度目の犬種存続の危機が訪れ、また数が激減してしまった。その後の第二次世界大戦後には主人と共に他国へ疎開したスコティッシュ・ディアハウンドが帰郷して再生活動が行われるようになり、以後少しずつ数を回復してきているが、世界的にも数が少なく貴重な犬種である。近年はほとんどがペットかショードッグとして使われているが、兄弟種であり公認された犬種の中では最も体高が高い犬種でもあるアイリッシュ・ウルフハウンドの人気の陰に隠れ、あまり爆発的な人気は起こっていない。日本でも数年に一度国内登録があるが常にワーストクラスであり、ほぼ全てがショードッグとして飼育されている。

## 特徴
アイリッシュ・ウルフハウンドに比べると体高が低く、スリムで痩せ型である。ラフコートは硬く、毛色はグレーとホワイトの混色やフォーン、グレーなど。折れ耳・サーベル形の垂れ尾。サイトハウンドのためマズルや脚などが長く、走るのも早い。加えて力も強く、狼を倒すことは出来ないが、鹿は易々と倒すことが出来る。しかし普段の性格は温厚で優しく、攻撃的な面はない。子供や他の犬と遊ぶことも大好きで、サイトハウンドであるが超大型犬のため腰に負担がかかるので、他のサイトハウンドのように極端に多い運動量を必要としない。体高は雄76cm前後、雌71cm前後で体重は雄38～47kg、雌29.5～36kg。非常に大きく体重も幾分かあるため、床ずれを防止するために寝床にクッションなどを引いておくことが不可欠である。
アイザック・ディネーセンは、『アフリカの日々』（映画『愛と哀しみの果て』の原作）において、アフリカでスコッチ・ディアハウンドを飼っていたが、スコッチ・ディアハウンドの特徴について、「これほどけだかくて優しい種類の犬はいない。この犬たちの生きかたを見ていると、ディアハウンド種は何世紀も人間と暮しを共にした結果、人間の生活を理解し、犬の生活を人間に同化させるに至ったとしか思えない。ふるい絵画やタピストリーにディアハウンドの姿が見られる。この犬たちの姿や身ぶりは周囲をタピストリーの世界に一変させる力をもっている。中世的雰囲気をただよわせる犬なのだ」と述べている。

## 参考
- 『犬のカタログ2004』（学研）中島眞理 監督･写真
- 『日本と世界の愛犬図鑑2007』（辰巳出版）佐草一優監修
- 『デズモンド・モリスの犬種事典』（誠文堂新光社）デズモンド・モリス著書、福山英也、大木卓訳 誠文堂新光社、2007年
- 『日本と世界の愛犬図鑑2009』（辰巳出版）藤原尚太郎編･著